# 錫比烏沃因塔足球俱樂部
錫比烏沃因塔足球俱樂部（CSU Voinţa Sibiu）是羅馬尼亞的一家足球俱樂部，主場位於錫比烏。球隊參加羅馬尼亞足球乙級聯賽的賽事。

## 外部連結
- Official website
- Fans website
- Fans blog （页面存档备份，存于）